# Bare, Sjenica
Bare (izvirno srbsko Баре) je naselje v Srbiji, ki upravno spada pod Občino Sjenica; slednja pa je del Zlatiborskega upravnega okraja.

## Demografija
V naselju, katerega izvirno (srbsko-cirilično) ime je Баре, živi 52 polnoletnih prebivalcev, pri čemer je njihova povprečna starost 32,7 let (29,0 pri moških in 37,6 pri ženskah). Naselje ima 16 gospodinjstev, pri čemer je povprečno število članov na gospodinjstvo 4,44.
Glede na popis iz leta 2002 večino prebivalcev naselje sestavljajo Muslimani. 
|  |

| Demografija | Demografija     | Demografija     |
| Leto        | Št. prebivalcev | Št. prebivalcev |
| ----------- | --------------- | --------------- |
|             |                 |                 |
|             |                 |                 |
|             |                 |                 |
|             |                 |                 |
| 1948        | 135             |                 |
| 1953        | 161             |                 |
| 1961        | 161             |                 |
| 1971        | 172             |                 |
| 1981        | 170             |                 |
| 1991        | 110             | 109             |
| 2002        | 108             | 71              |
|             |                 |                 |

| Etnična sestava po popisu iz leta 2002 | Etnična sestava po popisu iz leta 2002 | Etnična sestava po popisu iz leta 2002 | Etnična sestava po popisu iz leta 2002 | Etnična sestava po popisu iz leta 2002 |
| -------------------------------------- | -------------------------------------- | -------------------------------------- | -------------------------------------- | -------------------------------------- |
| Muslimani                              | Muslimani                              |                                        | 54                                     | 76,05%                                 |
| Srbi                                   | Srbi                                   |                                        | 15                                     | 21,12%                                 |
| Bošnjaki                               | Bošnjaki                               |                                        | 2                                      | 2,81%                                  |
| Neznano                                | Neznano                                |                                        | 0                                      | 0,0%                                   |